# Gyula Hegyi
Gyula Hegyi (ur. 30 kwietnia 1951 w Békéscsabie) – węgierski polityk, publicysta, parlamentarzysta (1994–2004), eurodeputowany V i VI kadencji.

## Życiorys
Ukończył w 1975 studia z zakresu architektury na Uniwersytecie Technicznym w Budapeszcie, a dwa lata później szkołę dziennikarstwa. Do 1994 pracował jako dziennikarz, krytyk filmowy i publicysta. Zaangażował się w działalność postkomunistycznej MSZP. Od 1994 do 2004 zasiadał w węgierskim Zgromadzeniu Narodowym, reprezentował krajowy parlament w Zgromadzeniu Parlamentarnym Rady Europy.
Był obserwatorem w PE, a od 1 maja 2004 eurodeputowanym. W wyborach powszechnych w 2004 utrzymał mandat posła do Parlamentu Europejskiego z ramienia Węgierskiej Partii Socjalistycznej. Był członkiem grupy socjalistycznej (do 2007 jako jej wiceprzewodnicząca), pracował m.in. w Komisji Ochrony Środowiska Naturalnego, Zdrowia Publicznego i Bezpieczeństwa Żywności. W PE zasiadał do 2009. Bez powodzenia ubiegał się o reelekcję.